# Automobile

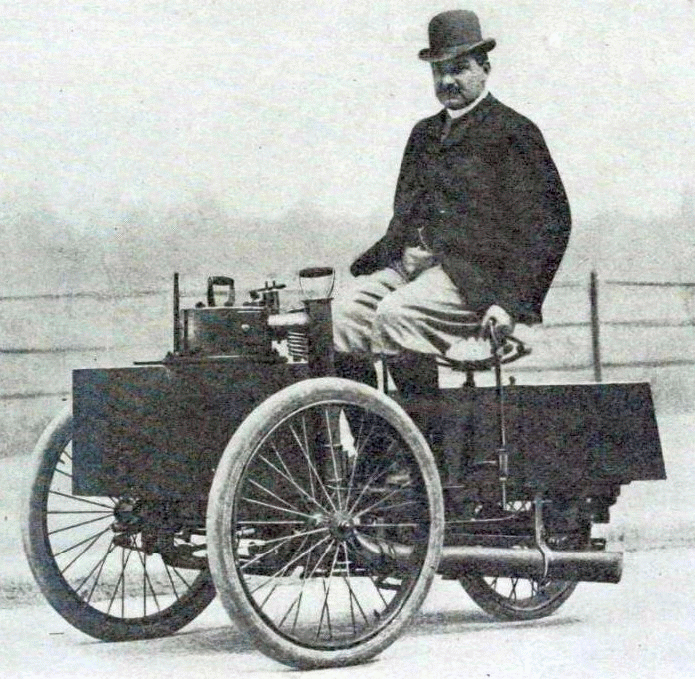
Uno dei primi modelli di automobile, condotto da Jules-Albert De Dion, nel 1882

Un'automobile è un veicolo dotato di ruote mosso da un motore a combustione interna, da un motore elettrico o di altra natura, finalizzato al trasporto di persone; nel linguaggio comune è sinonimo di autovettura o di macchina.

## Etimologia
Il termine deriva, pressoché con la stessa accezione nella lingua italiana, dal francese automobile [ɔtɔmɔbil], composto dal greco αὐτός (autòs) "stesso, di sé, da sé" e dall'aggettivo latino mobĭlis, "mobile, che si muove", pertanto con il significato di veicolo in grado di muoversi "autonomamente" (o "che si muove da sé") rispetto alla tipica trazione animale dei carri o carrozze dell'epoca.

## Evoluzione concettuale

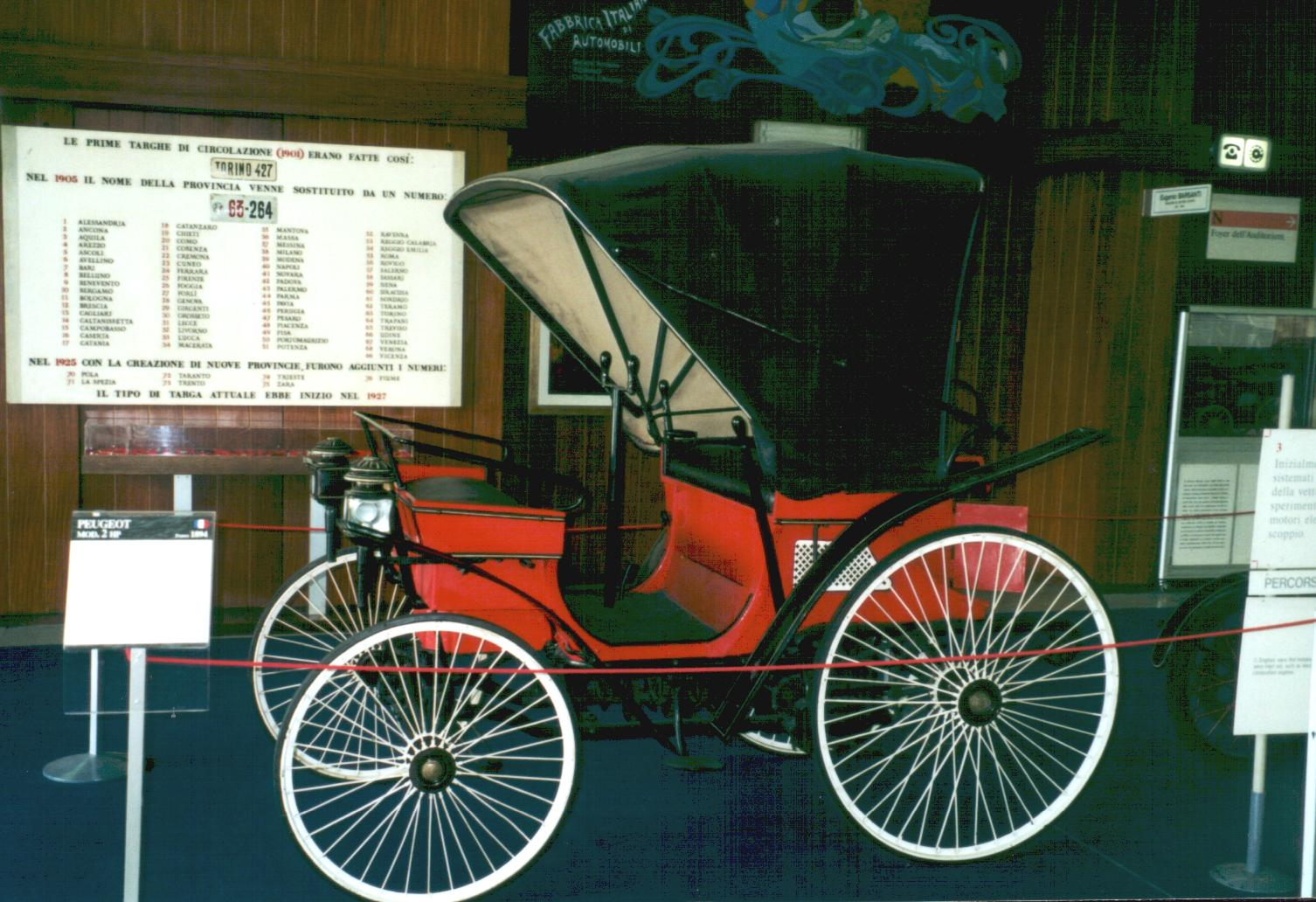
Una "carrozza automobile" realizzata nel 1893 dalle Costruzioni Meccaniche di Saronno, su licenza Peugeot

A cavallo tra il XIX e il XX secolo, nell'epoca pionieristica del motorismo, il termine automobile era usato al maschile e "gli automobili" erano tutti i veicoli, sia terrestri che natanti, destinati al trasporto di persone o cose e mossi da motori a scoppio, a vapore ed elettrici.
«Mio caro Senatore, in questo momento ritorno dal mio campo di Desenzano, con la Sua macchina che mi sembra risolvere la questione del sesso già dibattuta. L'Automobile è femminile. Questa ha la grazia, la snellezza, la vivacità d'una seduttrice; ha, inoltre, una virtù ignota alle donne: la perfetta obbedienza. Ma, per contro, delle donne ha la disinvolta levità nel superare ogni scabrezza. Inclinata progreditur. Le sono riconoscentissimo di questo dono elegante e preciso. Ogni particolare è curato col più sicuro gusto, secondo la tradizione del vero artiere italiano. Per consacrare l'accertamento del genere masc. o fem., ormai determinato dalla novissima macchina, Mastro Paragon Coppella, orafo del Vittoriale, osa offerire alla Sua figliuola e alla Sua nuora questi infallibili talismani. Le stringo la mano.

Il Vittoriale. 18 febbraio 1920
Il Suo Gabriele d'Annunzio»
L'ambiguità grammaticale del termine - diffusosi dalla Francia in Italia nel 1876 come aggettivo, e quindi concordabile tanto al femminile ("vettura automobile", "carrozza automobile") quanto al maschile ("carro automobile", "veicolo automobile") - si accentuò intorno al 1890 con il suo sostantivarsi. Inizialmente parve affermarsi il genere grammaticale maschile, come attestato dal Dizionario moderno di Alfredo Panzini (edito nel 1905) che, alla voce "Automobile", affermava: «Il genere maschile tende a prevalere».
Del resto non mancarono le conferme letterarie, a cominciare da Filippo Tommaso Marinetti che, nel suo Manifesto del futurismo (pubblicato su Le Figaro del 20 febbraio 1909), scriveva nell'articolo 4 che «un automobile da corsa […] un automobile ruggente […] è più bello della Vittoria di Samotracia», mentre nel suo "romanzo profetico in versi liberi" L'aeroplano del Papa (1914) ricordava prima che «gli automobili di piazza sono belli e orgogliosi» e citava poi «gli automobili dei generali». Similmente Guido Gozzano, al verso 11 della poesia "Totò Merùmeni" (nella raccolta I colloqui, 1911), declamava: "s'arresta un automobile fremendo e sobbalzando".
In seguito, nel linguaggio comune sia scritto che parlato, prevalse il femminile, a tale trasformazione linguistica contribuì anche l'autorevole opinione di Gabriele D'Annunzio che, in una lettera inviata nel 1920 al senatore Giovanni Agnelli, si esprimeva a favore della declinazione al femminile del termine.
In alcuni ambiti ristretti, se non proprio specialistici, è invece ancora possibile ritrovare l'uso eccezionale del maschile ove si voglia indicare il concetto generico di un qualsiasi "veicolo" a trazione meccanica, non necessariamente a quattro ruote né necessariamente terrestre, ritornando in pratica al significato ottocentesco "degli" automobili, magari proprio per sottolineare un'accezione volutamente più ampia o quanto meno diversa rispetto a quella corrente "delle" automobili. È il caso ad esempio di una certa terminologia burocratica, ma anche del premio internazionale "Gli Automobili", istituito dall'Automobile Club di Perugia e assegnato anche al campione di motociclismo Giacomo Agostini.
La successiva evoluzione linguistica registrata dalla parola (ancora una volta a partire dalla Francia, già nel 1898) è stata la sua abbreviazione in auto, comune nel linguaggio parlato (per esempio, in espressioni come auto blu) e ampiamente documentata in articoli, studi, libri e in molti titoli di periodici (esempi: Auto, La mia auto, Tutto auto, Auto oggi). In questa forma abbreviata entra spesso a far parte, come primo elemento, di numerose parole composte relative all'automobile, sia come sinonimi (ad esempio automezzo, autoveicolo, autovettura) sia per indicarne particolari tipi (autoambulanza, autobus, autocisterna ecc.) o altre realtà comunque a essa connesse (autodromo, autorimessa, autostop ecc.).
Come ulteriore evoluzione linguistica, in molti casi il primo elemento auto- viene soppresso più o meno di frequente (autoambulanza → ambulanza, autobetoniera → betoniera, autobus → bus, autocorriera → corriera, autocaravan → caravan). Simile è il fenomeno dell'ellissi che dà per esempio il sostantivo utilitaria dalla locuzione automobile utilitaria.

## Impatto ambientale
Le auto contribuiscono in modo significativo all'inquinamento ambientale sia per la loro produzione, che durante l'uso sia una volta rottamate, dovendo tenere conto dell'intera analisi del ciclo di vita.
Più dell’80% del materiale che compone un’autovettura è integralmente riciclabile. Infatti è possibile riciclare: 
- l'olio lubrificante
- le batterie
- gli pneumatici
- i componenti RAEE
- le lampadine
- i vetri
- la plastica
- i metalli
- le imbottiture
- i tessuti

Ci sono stabilimenti dove si producono auto con l’energia ricavata dai pannelli solari.
L’Ue nel 2015 ha stabilito che si deve riciclare il 95% del peso di un’auto. Nel 2018 ha pubblicato un report secondo cui ogni anno 4 milioni di veicoli sfuggono alla rottamazione influendo pesantemente sull'impatto ambientale.
Alcune persone, col riciclo creativo, riutilizzando buona parte delle auto rottamate per creare vari oggetti.
La ricarica a induzione magnetica è uno dei principali oggetti di studio per ricaricare le auto elettriche in modo veloce e poco inquinante, una tecnologia che consente di ricaricare la batteria con la tecnologia wireless ricaricando l’auto dai pavimenti di un garage o anche quando il veicolo è in movimento, grazie a degli appositi sistemi posizionati sulle autostrade.